# Masters de Montecarlo 2007

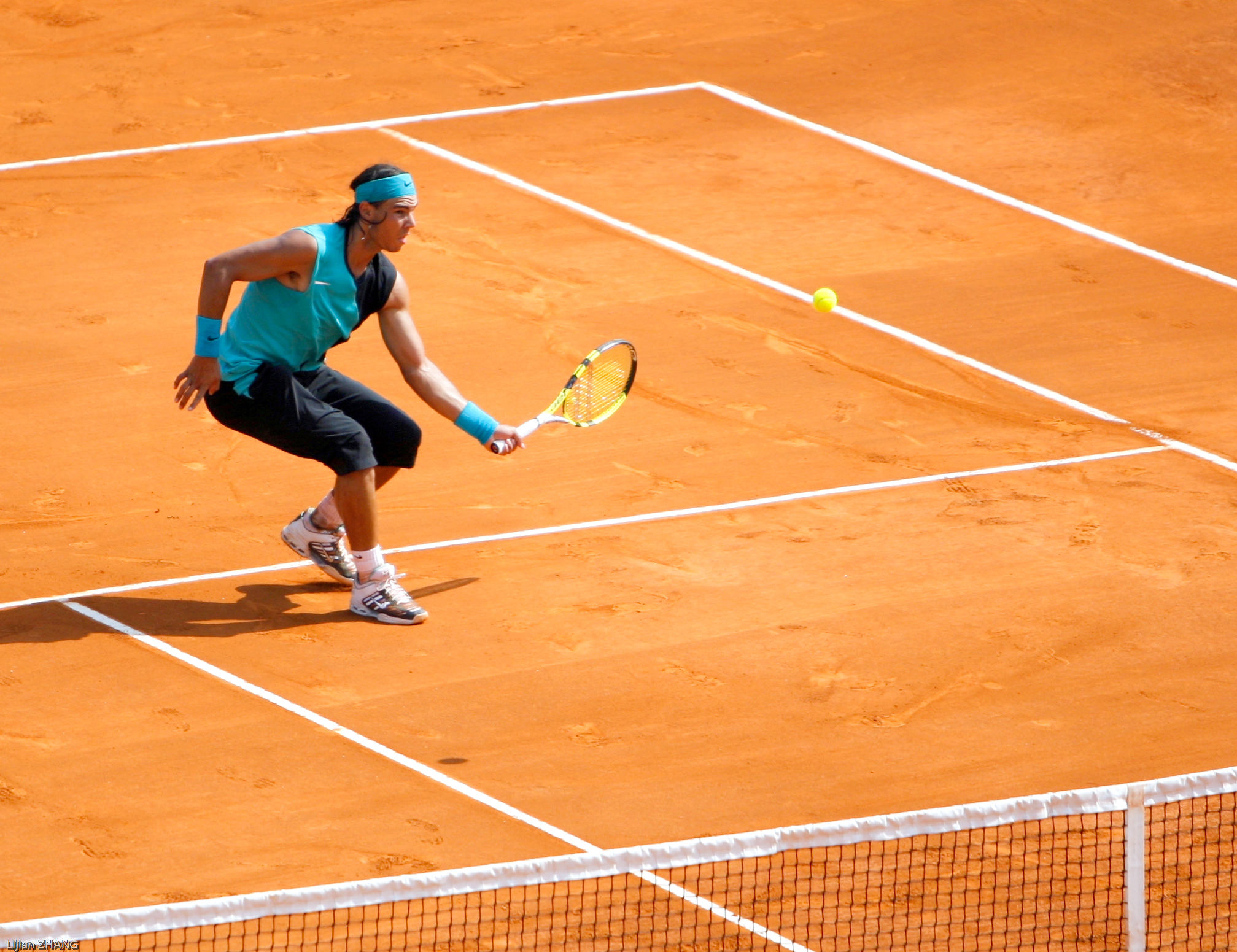
Rafael Nadal, ganador en la edición de singles masculinos.

El Masters de Montecarlo 2007 fue un torneo de tenis masculino disputado entre el 14 y el 22 de abril de 2007. Formó parte de los torneos ATP Masters Series de 2007.

## Resumen
Rafael Nadal ganó su tercer título consecutivo en el 2007. El español, segundo cabeza de serie, venció al actual número uno del mundo, Roger Federer, en una hora y 36 minutos por 6-4, 6-4. 
Antes de que empezara el torneo, el número uno británico Andy Murray abandonó por problemas en la espalda. Durante la primera ronda hubo pocas sorpresas. Los cabezas de series Jarkko Nieminen y Marcos Baghdatis perdieron contra rivales inferiores en la lista ATP. En la segunda ronda entraron los ocho primeros cabezas de serie. Roger Federer venció al italiano Andreas Seppi, y Rafael Nadal al argentino Juan Ignacio Chela sin ceder ni un set. El jugador de más nivel (según la clasificación ATP) en caer en esta segunda ronda fue el tercer cabeza de serie Nikolái Davydenko, que perdió contra el sueco Robin Söderling. Otros jugadores que perdieron en segunda ronda fueron Fernando González, Mijaíl Yuzhny y David Nalbandian. 
En tercera ronda tampoco hubo sorpresas. Rafael Nadal y Roger Federer ganaron fácilmente sus partidos sin perder ni un set. Los cuartos de final quedaron así:
- [1] Roger Federer vs David Ferrer [12]
- [16] Juan Carlos Ferrero vs Richard Gasquet [11]
- [10] Tomáš Berdych vs Robin Söderling
- Philipp Kohlschreiber vs Rafael Nadal [2]

Rafael Nadal y Roger Federer pasaron a semifinales. Sin embargo, los dos partidos necesitaron de tres sets. Juan Carlos Ferrero venció al cabeza de serie número once Richard Gasquet por 5-7, 7-5, 6-2. Además, Tomáš Berdych venció al sueco Robin Söderling por 5-7, 6-3, 6-0.
En semifinales, Federer y Nadal vencieron a sus rivales sin ceder un set para encontrarse en la final. Después de hora y media, Rafael Nadal venció al número uno del mundo en dos sets. 
Nadal ganó su tercer torneo Masters de Montecarlo consecutivo, siendo el primer hombre que lo consigue e igualando el récord de Thomas Muster de tres victorias en el torneo.

## Campeones

### Individuales Masculino
Rafael Nadal venció a  Roger Federer, 6-4, 6-4

### Dobles Masculino
Bob Bryan /  Mike Bryan vencieron a  Julien Benneteau /  Nicolas Mahut, 6-2, 6-1